# Norbert Hofer (Geistlicher)

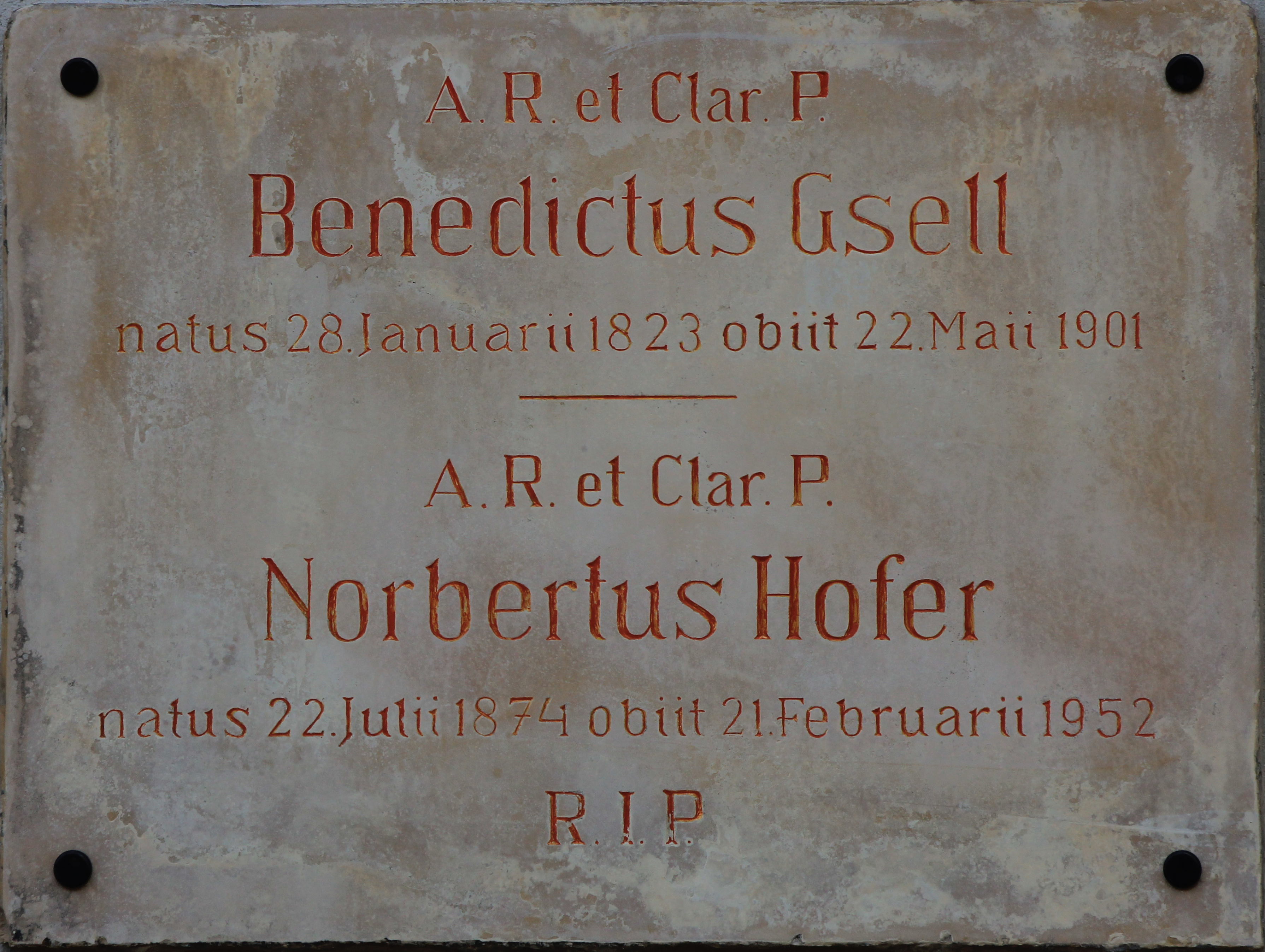
Grabplatte an der Friedhofsmauer des Ortsfriedhofes

Norbert Hofer OCist (* 22. Juli 1874 in Gumpoldskirchen als Josef Hofer; † 21. Februar 1952 in Heiligenkreuz) war ein österreichischer Ordenspriester, Regenschori, Organist und Professor in Heiligenkreuz.

## Lebenslauf
Josef Hofer wurde als Sohn eines Kapellmeisters und Chorleiters geboren. Bereits sein Vater hatte den Wunsch gehabt, den Heiligenkreuzer Sängerknaben beizutreten, wurde aber im Alter von zwölf Jahren nicht mehr genommen. Aus diesem Grund versuchte er, seinem Sohn einen Beitritt zu ermöglichen. Josef Hofer kam 1885 in das Sängerknabenkonvikt des Stiftes Heiligenkreuz; es war der Anfang einer lebenslangen Bindung. Am 4. Oktober 1894 begann er in Heiligenkreuz das Noviziat unter dem Ordensnamen Gutolf. Er wechselte diesen bald gegen Norbert aus. Am 23. Juli 1899 erhielt er die Priesterweihe zusammen mit Ignaz Seipel. 1908 wurde er zum Novizenmeister ernannt.
Seine Dissertation, Die beiden Reutter als Kirchenkomponisten (Wien 1915), widmete er der Reutter Familie, aus welcher der Heiligenkreuzer Abt Marian Reutter hervorgegangen war.

### Organist und Regens Chori
Als Papst Pius X. am 22. November 1903 die Wiederherstellung der Gregorianik verordnete, beschloss Abt Gregor Pöck, dass die Mönche von Heiligenkreuz die Vesper fortan choraliter singen sollten. Allerdings fehlte es noch an gregorianischer Notation: Hofer bekam die Aufgabe, sie herzustellen. Er wandte sich an P.Coelestin Vivell in Abtei Seckau und begann 1912 in Wien ein Studium der Komposition bei Anton Klatowsky und am wissenschaftlichen Institut bei Guido Adler.

### Stiftsbibliothekar und Hochschullehrer
1915 promovierte Hofer in Wien zum Dr. phil. Von 1915 bis 1922 wirkte er als Stiftsbibliothekar. Die ersten zwanzig Jahre dozierte er in Heiligenkreuz ausschließlich Choral, 1922 wurde ihm zusätzlich die Bibelwissenschaft übergeben. 1922 bis 1929 diente er als Klerikerpräfekt. 1933–1945 war er Pfarrer in der Pfaffstätten, kehrte 1946 ins Stift Heiligenkreuz zurück und verbrachte dort seinen Lebensabend als Subprior.

## Werke
- 9 Messen
- 4 Requiem-Vertonungen
- zahlreiche kleinere Kirchenwerke
- heitere Männerquartette und Lieder